# Euscorpius popovi
Espèce
Euscorpius popovi est une espèce de scorpions de la famille des Euscorpiidae.

## Distribution
Cette espèce se rencontre en Bulgarie dans l'oblast de Blagoevgrad et en Grèce en Macédoine-Centrale dans le Nord du district régional de Serrès.

## Description
Le mâle holotype mesure 38,22 mm et la femelle paratype 34,17 mm.

## Étymologie
Cette espèce est nommée en l'honneur d'Alexi Popov.

## Publication originale
- Tropea, Fet, Parmakelis, Kotsakiozi & Stathi, 2015 : A New Species of Euscorpius from Bulgaria and Greece (Scorpiones: Euscorpiidae). Euscorpius, no 207, p. 1-15 (texte intégral).